# Een vlucht regenwulpen (boek)
Een vlucht regenwulpen is een psychologische roman van Maarten 't Hart uit 1978. Van het boek zijn meer dan een miljoen exemplaren verkocht. In 1981 werd de roman verfilmd onder de gelijknamige titel.
De hoofdpersoon is de 30-jarige Maarten, die vertelt in de ik-vorm. Hij wordt geplaagd door dwanggedachten en pleinvrees. Het verhaal begint in de tegenwoordige tijd als Maarten naar een trouwreceptie gaat, maar hierna volgen veel flashbacks, waardoor er bijna sprake is van verschillende tijdlagen. Wanneer alle flashbacks buiten beschouwing worden gelaten beslaat het verhaal in totaal enkele weken.

## Verhaal
Op de trouwerij van zijn enige vriend Jacob  maakt de dertigjarige hoogleraar celbiologie, Maarten, kennis met een meisje. Het blijkt de jongere zus te zijn van zijn grote eenzijdige jeugdliefde Martha. Hij maakt een afspraakje met haar voor een bezoek aan een klassiek concert, over twee weken, want eerst moet hij naar een congres in Bern. Op weg naar huis krijgt hij dwanggedachten. Hij vreest dat hij binnen die twee weken zal overlijden.
De ontmoeting met het meisje brengt herinneringen terug aan zijn jeugd. Maarten is gereformeerd opgegroeid op een tuinderij met kassen. Hij woonde hier met zijn vader, een tuinder, en zijn moeder. Pas op de lagere school komt Maarten in contact met andere kinderen. Hij wordt veel geplaagd en de hoofdonderwijzer zet hem in de vijfde klas apart zodat hij verder kan leren zonder gestoord te worden. Hij ontmoet daar Martha, zijn onbereikbare liefde. Hij weet nooit meer dan een paar woorden met haar te wisselen, zelfs niet later op een reünie. Martha wordt ook de maat voor alle andere meisjes die hij aardig vindt. Maarten gaat van de middelbare school naar de universiteit en specialiseert zich in de celbiologie. Hij komt tot de ontdekking dat hij zich met weefselkweken bezighoudt om de kwekerij van zijn vader te ontlopen. Wegens zijn baanbrekende resultaten met klonen is hij al op zijn dertigste hoogleraar. 
Als zijn vader overlijdt, gaat Maarten weer bij zijn moeder wonen. Vlak voor Maartens doctoraal sterft zijn moeder aan keelkanker. Op haar sterfbed wil zij, al licht dementerend, nog een zonde bekennen aan twee ouderlingen. Ze heeft gezondigd tegen de Heilige Geest, de enige zonde waar volgens Jezus geen vergeving voor kan zijn. Ook de twee ouderlingen zijn die mening toegedaan en ze worden door de woedende Maarten letterlijk het huis uit geslagen.
Op het congres in Bern ontmoet Maarten twee collega’s, Adriënne en Ernst. Hij maakt met hen een tocht in de bergen en Maarten voelt dat hij verliefd wordt op Adriënne. Hij moet het echter afleggen tegen Ernst en jaloers moet hij toezien hoe de twee steeds vriendschappelijker met elkaar omgaan. Bij een moeilijke afdaling glijdt Maarten uit en weet hij zich nog net vast te houden aan een smalle richel. Het voelt alsof zijn dwanggedachte bijna is uitgekomen. Hij besluit de zuster van Martha een ansichtkaart te sturen om de afspraak af te zeggen, want hij wil niemand met zijn abnormaliteit opschepen. Als hij de volgende nacht een koortsdroom krijgt, droomt hij van de val en ziet dan als een soort troost het gezicht van Martha voor zich. Hij besluit om de toch al onbereikbare liefde niet na te streven.

## Achtergronden
Een vlucht regenwulpen is de succesvolste roman van Maarten ’t Hart en het boek waarmee hij definitief doorbrak. In het motto van het boek (zie hieronder) verraadt ’t Hart al waar hij met zijn roman heen wil. De hoofdpersoon uit het boek zal zich nooit kunnen onttrekken aan de ‘voorzienigheid Gods’. Alles wat er gebeurt in een mensenleven is voorbestemd. In “Het roer kan nog zesmaal om”, zijn autobiografie, beschrijft hij op humoristische wijze de gereformeerde visie op de invloed van God op het leven. Als voor de jonge Maarten ’t Hart de wereld en het leven onbegrijpelijk lijken met al zijn lijden en pijn, krijgt hij te horen dat het leven lijkt op een handwerkkleedje waar de draadjes schijnbaar doelloos heen en weer lopen; pas na de dood krijgen we te zien hoe de patronen lopen en wat God in Zijn grote plan met ons heeft voorgehad. De hoofdfiguur uit de roman is het echter niet met de voorbestemming eens. Hij vliegt bijvoorbeeld de ouderlingen aan die zijn moeder de hemel ontzeggen voor een grote zonde en hij creëert zijn eigen levensvormen in het laboratorium. Als hij echter op het punt staat de tot dan toe onbereikbare liefde te bereiken, wordt hij teruggefloten. Zijn val van de berg maakt hem duidelijk dat hij niet moet streven naar het onmogelijke.
Het boek is ook een ode aan de moeder. Ze wordt omschreven als een rustige vrouw die zich schikt naar haar man. Ze is dol op Maarten en overstelpt hem met liefde. Er zit een element van oedipale liefde in als Maarten naar zijn moeder kijkt terwijl ze haar haren kamt of als hij als kind ‘vadertje en moedertje’ met haar speelt. De moederfiguur is weliswaar gebaseerd op Lena ’t Hart-Van der Giessen, de moeder van de schrijver, maar slechts gedeeltelijk: zijn moeder overleed pas na de verschijning van het boek.
In 1978 neemt het boek al een voorschot op de maatschappelijke discussie over het klonen van mensen. Maarten wordt gedreven door een zin uit een roman van de schrijver Simon Vestdijk: "Een mens moest een cel zijn, dacht hij, een klompje dat zich in tweeën splitst, dan zou er niets aan de hand zijn!" Op het congres in Bern heeft Maarten al een muis gekloond en tijdens de bergwandeling geeft hij de techniek aan om een mens te klonen met de hulp van een gasteicel. Zijn persoonlijke problemen met het benaderen van de andere sekse vinden aldus hun beslag in zijn biologisch werkterrein.

### Motto
- Zondag 10
- Vraag 27: Wat verstaat gij onder de voorzienigheid Gods?
- Antw. De almachtige en alomtegenwoordige kracht Gods, door welke Hij hemel en aarde, mitsgaders alle schepselen, gelijk als met zijn hand nog onderhoudt, en alzo regeert, dat loof en gras, regen en droogte, vruchtbare en onvruchtbare jaren, spijze en drank, gezondheid en krankheid, rijkdom en armoede, en alle dingen, niet bij geval, maar van zijn vaderlijke hand ons toekomen.

### Titelverklaring
Net voordat Maartens moeder sterft, ziet hij een vlucht regenwulpen voorbij vliegen boven de rietlanden. Omdat regenwulpen zeldzaam zijn en omdat hij gefascineerd is door vogels vallen ze hem op dat moment op.

### Geloofsafval
De zonde, die de fictieve licht demente moeder in het boek opbiecht, is die van de zonde tegen de Heilige Geest. Dit is de enige zonde waarvoor volgens Jezus geen vergeving mogelijk is. Algemeen wordt aangenomen dat deze roman de innerlijke strijd beschrijft van de schrijver met zijn gereformeerde geloof. Voor degene die met het volle bewustzijn het werk van de Heilige Geest tegenwerkt, zal geen vergeving mogelijk zijn volgens de Bijbelteksten. Zelfs de licht demente moeder in deze roman wordt door de ouderlingen niet gewezen op Gods genade en vergeving en zoon Maarten rest niets anders dan de ouderlingen het ouderlijk huis uit te schoppen.

## Publicaties en ontvangst
Hoewel 't Hart Een vlucht regenwulpen naar eigen zeggen al in 1971 heeft geschreven, werd het boek pas zeven jaar later gepubliceerd. Het werk is na de eerste uitgave vele malen herdrukt en begin september 1997 waren er meer dan een half miljoen exemplaren van verkocht. Het boek is tevens verschenen als Bulkboek en als Grote Lijster (1990). In 1995 werd het opgenomen in de reeks Singel-pockets.
In november 2014 ontving 't Hart voor Een vlucht regenwulpen een Diamanten Boek omdat het meer dan een miljoen keer verkocht was. Dit was de eerste keer dat de Stichting Collectieve Propaganda van het Nederlandse Boek (CPNB) een Diamanten Boek uitreikte.

## Verfilming
In 1981 werd op basis van het boek een gelijknamige film gemaakt onder regie van Ate de Jong.

## Trivia
- Bij gelegenheid van de jaarlijkse campagne Nederland Leest is de roman in november 2014 door de Nederlandse openbare bibliotheken als gratis boek aan leden en scholieren uitgereikt.